# Hans Köpcke
Hans Karl Alfred Köpcke (* 12. Dezember 1909 in Brüel; † unbekannt) war ein deutscher Widerstandskämpfer gegen den Nationalsozialismus. Hermann Köpcke war sein Bruder.

## Leben
Hans Köpcke wuchs als Sohn eines Maurers in Brüel auf und besuchte die dortige Volksschule. Anschließend erlernte er das Malerhandwerk und schloss sich dem Verband der Maler, Lackierer, Tüncher und Weißbinder an. Er wurde Anhänger der SAJ und später der SPD. Außerdem war er Mitglied des Reichsbanners und eines Arbeiter-Turn- und Sportvereins. 1932 leistete er in Brüel Arbeitsdienst, anschließend ging er in Berlin auf Arbeitssuche.
Wie sein Bruder Hermann wurde er 1933 Mitglied des Roten Stoßtrupps. Gemeinsam mit anderen verteilten die Brüder das illegale Material des Roten Stoßtrupps, daneben auch weitere sozialistische und kommunistische Untergrundblätter wie Neue Vorwärts und Die Rote Fahne, in Berlin und Brüel. Der Versuch, in Brüel eine eigenständige Ortsgruppe aufzubauen, wurde durch eine Verhaftungswelle in den Reihen des Roten Stoßtrupps Ende 1933 in Berlin erheblich gestört. Trotzdem vermochten es Hans Köpcke und weitere Mitglieder der Widerstandsgruppe noch eine Erstausgabe einer eigenen Widerstandszeitung in Brüel aufzulegen. Dann geriet auch dieser Personenkreis in Brüel und Umgebung in den Fokus der Verfolgerbehörden.
Hans Köpcke kam vom 5. März 1934 bis zum 1. Juni 1934 ins Zentralgefängnis Bützow in Schutzhaft. Daran schloss sich die offizielle Untersuchungshaft in Schwerin an. Am 10. Oktober 1935 verurteilte ihn das Hanseatische Oberlandesgericht zu einem Jahr Gefängnis. Die Strafe verbüßte Köpcke in Berlin-Tegel.
Im Januar 1943 wurde er zur Wehrmacht eingezogen und geriet Anfang 1945 in Lüttich in Kriegsgefangenschaft, aus der er erst 1946 nach Brüel heimkehrte. Allem Anschein nach wurde Hans Köpcke Mitglied der SED und arbeitete als Lehrer in einer Parteischule.